# Palacio Ducal de Pastrana
El palacio ducal de Pastrana es un palacio renacentista proyectado en el siglo XVI por el arquitecto Alonso de Covarrubias, situado en Pastrana (Guadalajara, Castilla-La Mancha, España). Fue declarado Monumento Nacional en 1941 y, en 1966, Conjunto Histórico-Artístico. 

## Descripción
El palacio ducal es de planta cuadrada con torres a la esquinas y patio central (proyectado por Antonio Fernández Alba). El palacio también cuenta con un jardín escalonado en la parte posterior del mismo. Por diversos motivos legales, el palacio nunca se finalizó. La fachada del palacio es de sillería, con escasos ornamentos. En el centro, la fachada principal de estilo renacentista destaca por su carácter italianizante y se puede leer la leyenda «De Mendoza y de La Cerda». En el interior, se conservan artesonados, de estilo plateresco, igualmente obra de Alonso de Covarrubias. Los zócalos de azulejería toledana de estilo mudéjar y muebles chinos del siglo XIX decoran la parte baja del edificio, mientras los tapices del artista licero Luis Cienfuegos adornan sus paredes.

## Historia

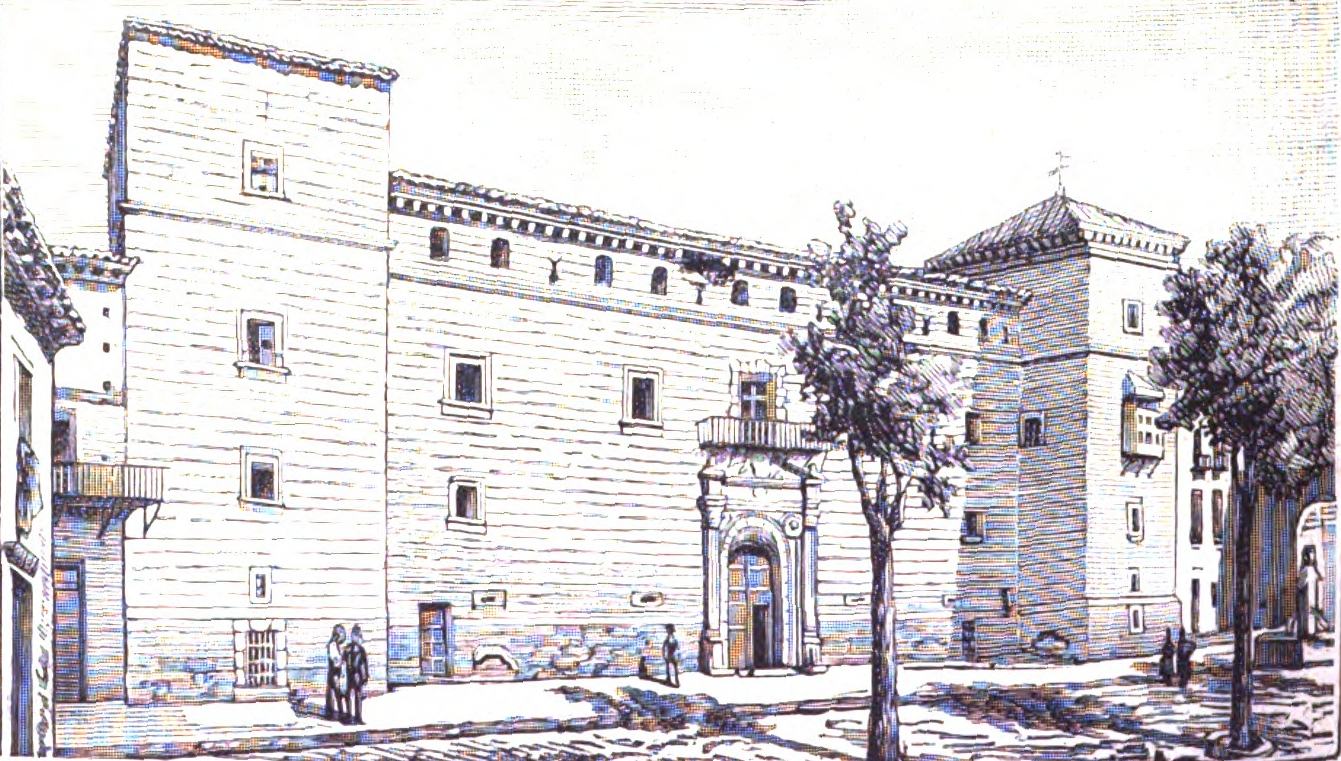
Vista del palacio en la segunda mitad del

Su proyecto data de 1541, año de la compra de la villa de Pastrana por Ana de la Cerda y Castro, abuela de la princesa de Éboli. En 1581 la princesa de Éboli fue encerrada en su palacio, en el que murió en 1592, atendida por su hija menor, Ana de Silva (quien, posteriormente, se haría monja) y tres criadas. 
Es muy conocido en dicho palacio el balcón enrejado que da a la plaza de la Hora, donde podía salir la princesa durante una hora al día, de ahí el nombre de la plaza. Tras la fuga de Antonio Pérez al Reino de Aragón en 1590, Felipe II mandó poner rejas en puertas y ventanas del palacio ducal. El palacio fue también el lugar de alumbramiento de María Ana de Austria, hija de María de Mendoza y Juan de Austria.
En 1997, la Universidad de Alcalá adquirió, restauró y finalizó el palacio a cargo de los arquitectos Carlos Clemente y Antonio Fernández Alba.